# قلقله (دهگلان)
قلقله (دهگلان)، روستایی از توابع بخش ییلاق شهرستان قروه در استان کردستان ایران است.

## جمعیت
این روستا در دهستان ایلان شمالی قرار دارد و براساس سرشماری مرکز آمار ایران در سال ۱۳۸۵، جمعیت آن ۱۱۲ نفر (۲۴خانوار) بوده‌است.